# Vallby, Gillberga
Vallby är en by i Gillberga socken, Eskilstuna kommun.
Byn omtalas i skriftliga källor första gången 1409 men härstammar troligen from yngre järnålder. Gravfält från såväl yngre som äldre järnålder finns dock på ägorna. Dagens bebyggelse utgör resterna av en radby som före laga skifte 1859 bestod av Västergården, Mellangården och Östergården. Mellangården flyttades vid skiftet några hundra meter åt nordost. På Mellangården finns idag en loftbod med portlider som flyttats från gårdens gamla läge. Manbyggnaden är uppförd 1859 men senare ombyggd. Bäst bevarad är mellangården med en parstuga från 1700-talet och flera ekonomibyggnader från 1800-talet. En därifrån avsöndrad gård intill rymmer en ombyggd äldre manbyggnad med två flyglar från 1800-talet. Östergårdens bebyggelse är senare men ligger på den gamla bytomten. Till alla gårdarna hör äldre fruktträdgårdar. I Johannesberg på Vallby ägor ligger även ett baptistkapell från sekelskiftet 1900.